# 白玉刚
白玉刚（1965年8月—）。男，蒙古族，内蒙古达拉特旗人，中华人民共和国政治人物。北京大学中文系中文专业毕业，内蒙古农业大学经济管理学院农业经济专业硕士研究生课程班在职研究生学历。

## 生平
1984年9月，在北京大学中文系中文专业学习。1988年7月参加工作，任内蒙古自治区伊克昭盟计划委员会干事。1990年2月，任伊克昭盟行政公署干事。1992年7月加入中国共产党。1996年12月，任伊克昭盟教体局副局长。2000年2月，任鄂尔多斯市人民政府副秘书长。2000年9月，任鄂尔多斯市人民政府副秘书长、办公厅主任。2002年12月，任赤峰市副市长。2007年11月，任中共赤峰市委常委、组织部部长。2010年12月，任中共内蒙古自治区党委宣传部副部长、对外宣传领导小组办公室主任(正厅级)。2014年1月，任中共鄂尔多斯市委书记。2016年11月，任中共内蒙古自治区党委常委、宣传部部长。2021年7月调任中共山东省委常委、宣传部部长。